# 莱里达-阿尔瓜伊雷机场
莱里达-阿尔瓜伊雷机场简称莱里达机场，按照加泰罗尼亚语简称列伊达机场，是位于西班牙东北部加泰罗尼亚自治区莱里达省阿尔瓜伊雷市郊的一个小型国际机场，距离省会莱里达市中心约15公里。
在外观上，该机场以多彩塔台和木质外观的航站楼而闻名。

## 图集

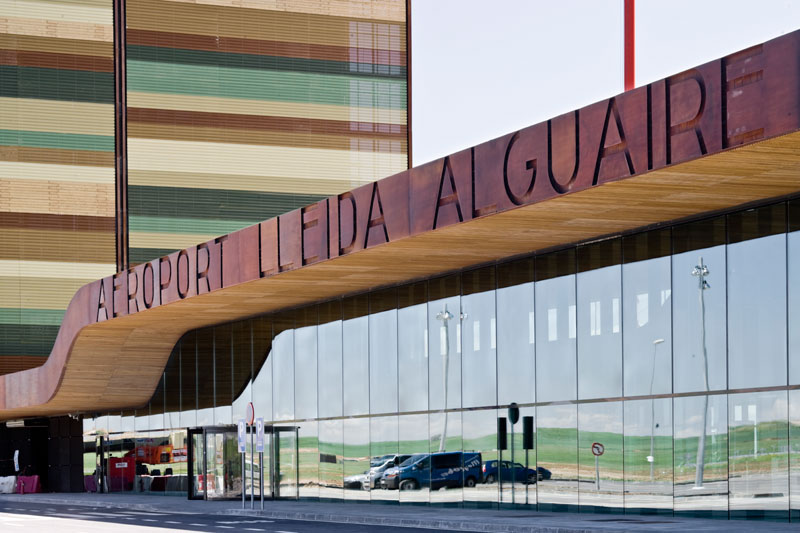
机场入口
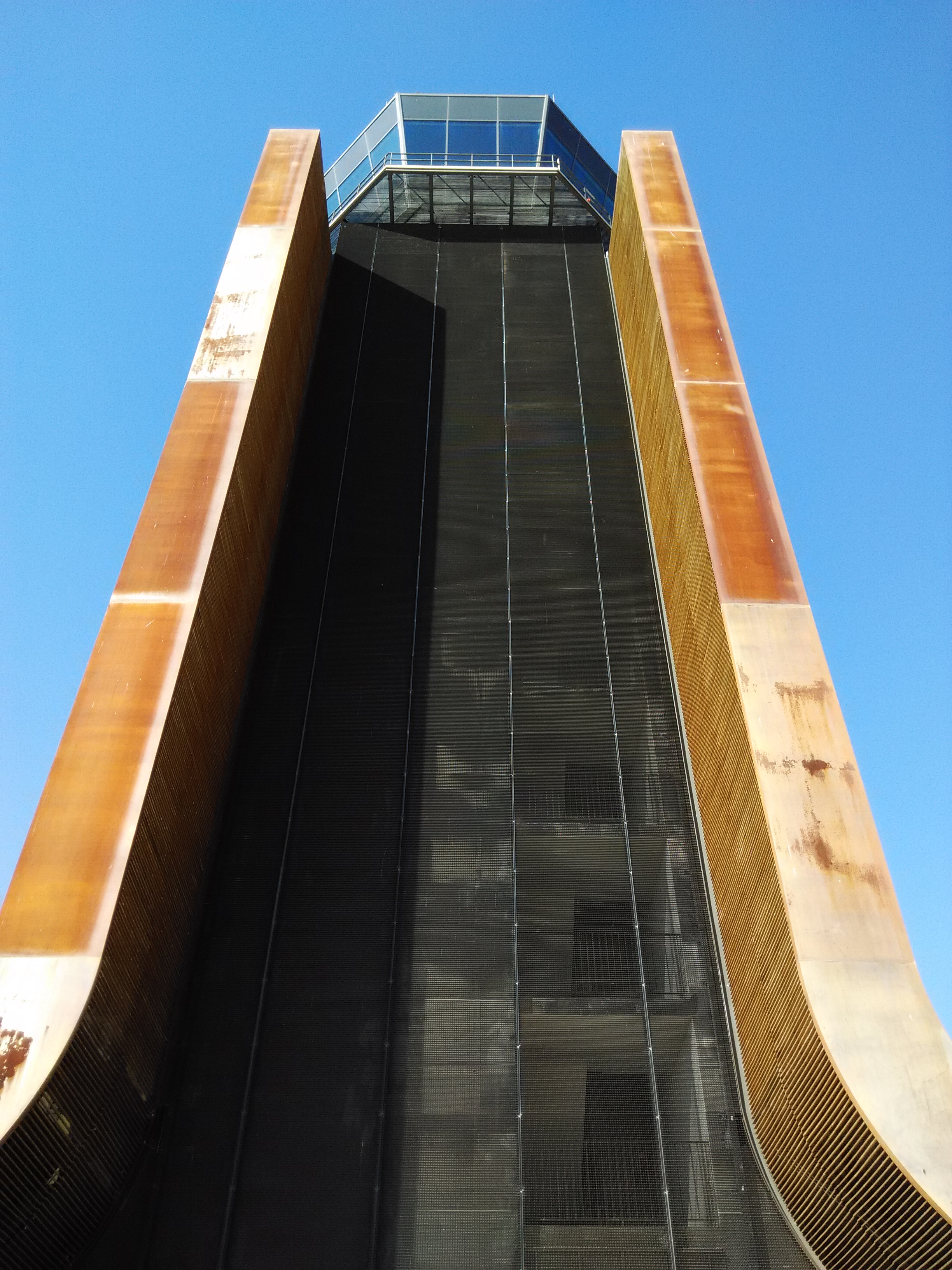
控制塔
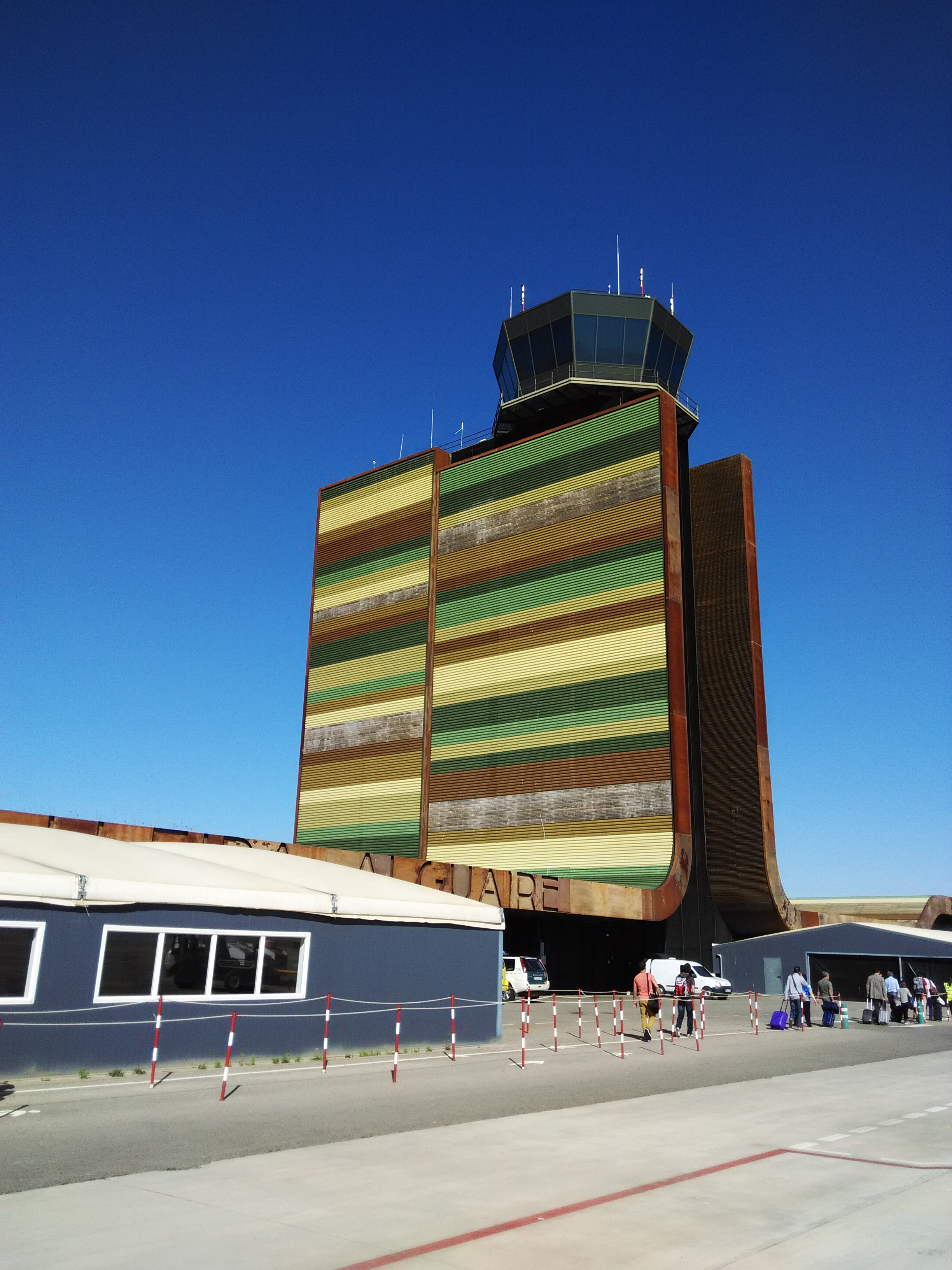
控制塔
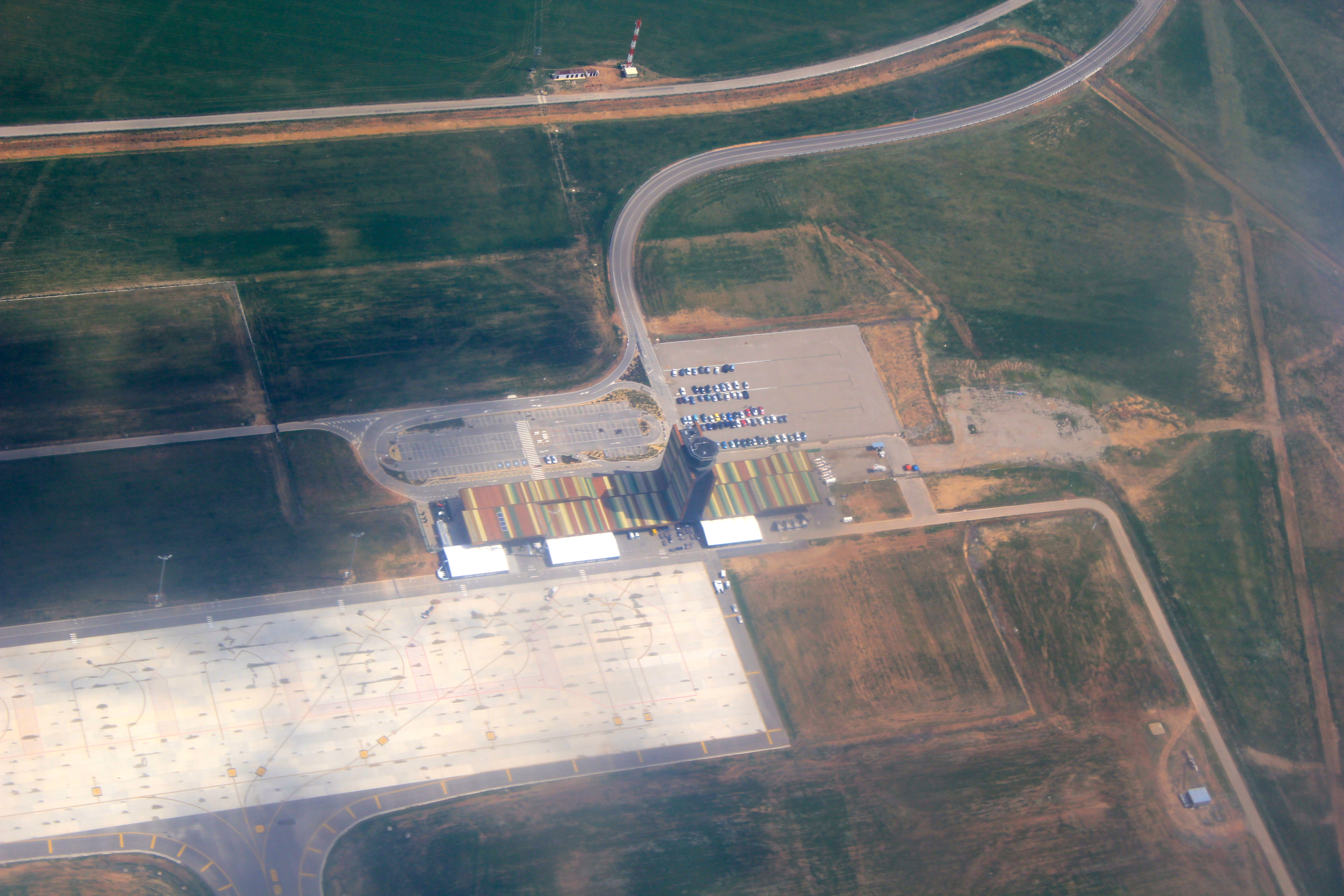
航拍